# Modularer Standardantriebsbaukasten
Der Modulare Standardantriebsbaukasten, kurz MSB, ist neben dem MQB und MLB eines der drei großen Baukastensysteme des VW-Konzerns in den 2010er Jahren. Er wurde von Porsche für Fahrzeuge mit längs eingebauten Motoren und Getrieben sowie Allrad- oder Hinterradantrieb entwickelt. Er ist seit 2016 im Einsatz und wurde mit der zweiten Generation Porsche Panamera eingeführt. Für das Chassis werden Aluminium und Verbundwerkstoffe eingesetzt. Ein weiterer Baukasten im gleichen Segment ist die Premium Platform Combustion.

## Autos, die auf dem MSB basieren

### Bentley
- Bentley Continental GT (seit 2018)[3][4]
- Bentley Continental GTC (seit 2019)
- Bentley Flying Spur (seit 2019)[5]

### Porsche
- Porsche Panamera, 2. Generation (2016–2023)
- Porsche Panamera, 3. Generation (seit 2023)

## Weitere Baukästen und Plattformen des VW-Konzerns
- Modulare Querbaukasten (MQB) – Plattformkonzept mit quer eingebautem Antriebsstrang der Volkswagen AG.
- Modularer Längsbaukasten (MLB) – Plattformkonzept für längs eingebauten Antriebsstrang der Volkswagen AG.
- Modulare E-Antriebs-Baukasten (MEB) – Plattformkonzept für batterie-elektrische Autos der Volkswagen AG.
- Premium Platform Combustion (PPC) – Plattformkonzept für das „Premium“-Segment von Verbrennerfahrzeugen der Volkswagen AG.
- Premium Platform Electric (PPE) – Plattformkonzept für das „Premium“-Segment von Elektrofahrzeugen der Volkswagen AG.
- Scalable Systems Plattform (SSP) – soll als konzernweite Mechatronik-Plattform die Plattformen MQB, MLB, MSB sowie insbesondere MEB und PPE ablösen. Auf der SSP basierende reine Elektrofahrzeuge sollen ab 2026 produziert werden.[6][7]